# سيدني وارد
سيدني وارد (بالإنجليزية: Sydney Ward)‏ هو سياسي أسترالي، ولد في 20 مارس 1903 في أستراليا، وتوفي في 27 مايو 1988. حزبياً، نشط في حزب العمال الأسترالي. وقد انتخب عضو مجلس نواب تسمانيا.